# Округ Медзилаборце
Округ Медзилаборце (слч. Okres Medzilaborce) округ је у Прешовском крају, у Словачкој Републици. Административно средиште округа је град Медзилаборце.

## Географија
Налази се у сјевероисточном дијелу Прешовског краја.
Граничи:
- на сјеверу и истоку је Пољска,
- западно Округ Стропков,
- јужно Округ Хумење.

Клима је умјерено континентална.

## Становништво
| Година:    | 1994.  | 2004.   | 2014.   | 2024.    |
| ---------- | ------ | ------- | ------- | -------- |
| Број људи: | 12 962 | 12 392  | 12 252  | 10 605   |
| Разлика:   |        | -4,39 % | -1,12 % | -13,44 % |

| Година:    | 2023.  | 2024.   |
| ---------- | ------ | ------- |
| Број људи: | 10 665 | 10 605  |
| Разлика:   |        | -0,56 % |

Према подацима о броју становника из 2011. године округ је имао 12.408 становника.
| Етнички састав (2011)‍ | Етнички састав (2011)‍ | Етнички састав (2011)‍ | Етнички састав (2011)‍ | Етнички састав (2011)‍ |
| --------------------- | --------------------- | --------------------- | --------------------- | --------------------- |
|                       |                       |                       |                       |                       |
| Рутени (Русини)       | Рутени (Русини)       |                       | 0                     | 42,47%                |
| Словаци               | Словаци               |                       | 0                     | 38,33%                |
| Роми                  | Роми                  |                       | 0                     | 5,97%                 |
| Украјинци             | Украјинци             |                       | 0                     | 2,52%                 |
| остали, непознато     | остали, непознато     |                       | 0                     | 10,71%                |

## Насеља
У округу се налази један град и 22 насељена мјеста.